# Ceilodiastrophon albopunctata
Ceilodiastrophon albopunctata là một loài bướm đêm trong họ Noctuidae.